# Onderwijs in Kerala

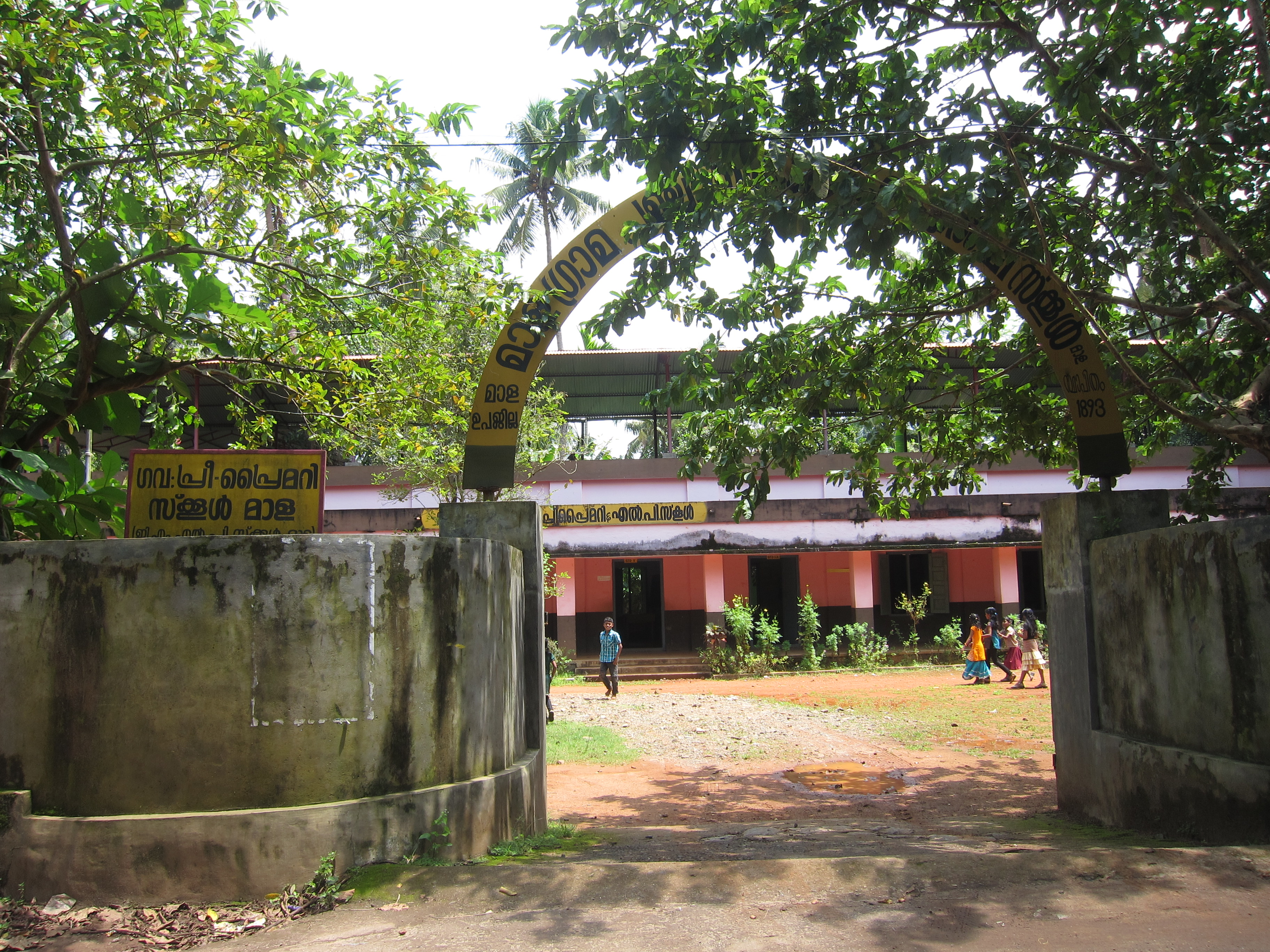
Kleuterschool en lower primary school in Mala, Thrissur (2012)

Onderwijs in Kerala is verdeeld in 'School Education' voor kinderen van 6 tot 14 jaar, 'Secondary School' tot 18 jaar, en daarna universiteiten en daarbij aangesloten zelfstandige faculteiten. De 'School Education' is verdeeld in 'lower primary' (jaar 1 tot 5), en 'upper primary' (jaar 6 tot 8). De 'Secondary School' is verdeeld in 'high school' of ook 'secondary school' (jaar 9 en 10), 'higher secondary school' (jaar 11 en 12) en beroepsonderwijs in de 'vocational higher secondary school' (jaar 11 en 12). De ontwikkeling van het systeem komt voort uit de geschiedenis van de financiering en organisatie van het onderwijs. Die groeide in stappen tot de huidige situatie en ontwikkelt zich nog steeds.

## Geschiedenis

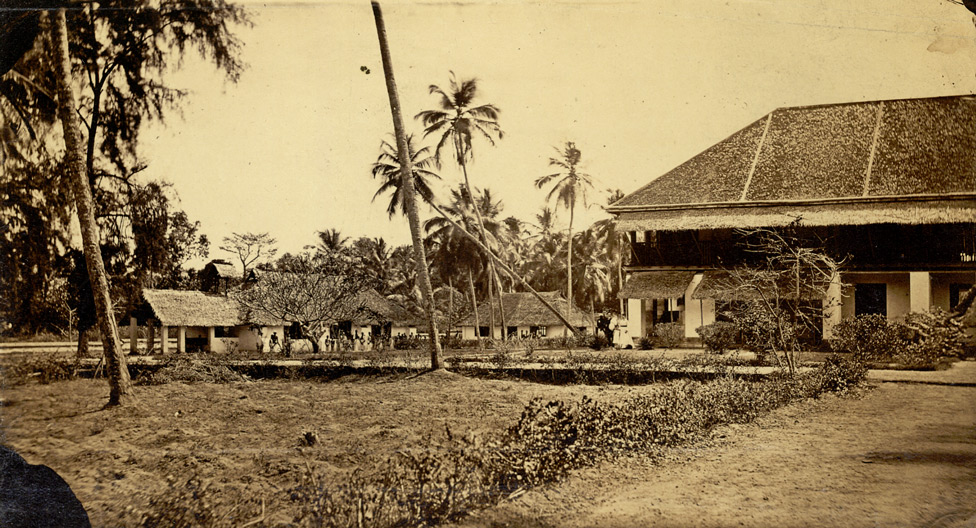
Engels-Malayalam school in 1865 in Travancore, Mavelikkara (nu in Alappuzha)

Het onderwijs in Kerala tot 1793, het begin van de koloniale tijd, werd gegeven aan de hoven, in tempels en bij de aristocratie. Vanaf 1806 werden door missiekerken meer scholen opgericht, zowel voor onderwijs in Engels als in Malayalam. In die tijd bestond Kerala uit de prinsdommen Travancore en Cochin, en Malabar in het noorden was een deel van de regio Madras. In 1817 luidde een koninklijk besluit in Travancore dat "de staat alle kosten dient te dragen van het onderwijs van alle burgers, zodat er geen achterstand zal zijn in de verspreiding van verlichting". Dit na klachten van ouders dat de schoolkosten te hoog waren. Vanaf 1895 werden ook staatsscholen voor alle kasten georganiseerd en gefinancierd, in het Malayalam, als aanvulling op de al aanwezige missiescholen. In 1905 werd het lager onderwijs gratis, en in 1955 ook verplicht, na het begin van de onafhankelijkheid in 1947 en de vorming van de staat Kerala van 1949 tot 1956. De 'high school' werd gratis in 1969-70.
In 2002 werd de grondwet van de unie van India aangevuld met het 86ste amendement, met het artikel 21a dat onderwijs voor kinderen van 6 tot 14 jaar in heel India gratis en verplicht maakte. Het volgen van onderwijs wordt gezien als een fundamenteel recht en plicht. De uitvoering is geregeld in de wet "Right of Children to Free and Compulsory Education (RTE) Act, 2009". Deze wet schrijft voor wat de inhoud en kwaliteit van het onderwijs moet zijn. Ook particuliere scholen vallen hieronder en de wet stelt dat scholen die niet erkend zijn geen les mogen geven.
De wet heeft in Kerala geleid tot het geven van nieuwe namen aan scholen omdat de voorgestelde indeling van de jaren over 'lower primary', 'upper primary' en 'high school' niet was zoals toen gebruikelijk in Kerala. Het geven van nieuwe namen was minder werk dan het bijbouwen van klassen. Het aantal schoolgaande kinderen neemt af in Kerala dus de verschuivingen zullen tijdelijk zijn.

## Aantal schoolgaande kinderen

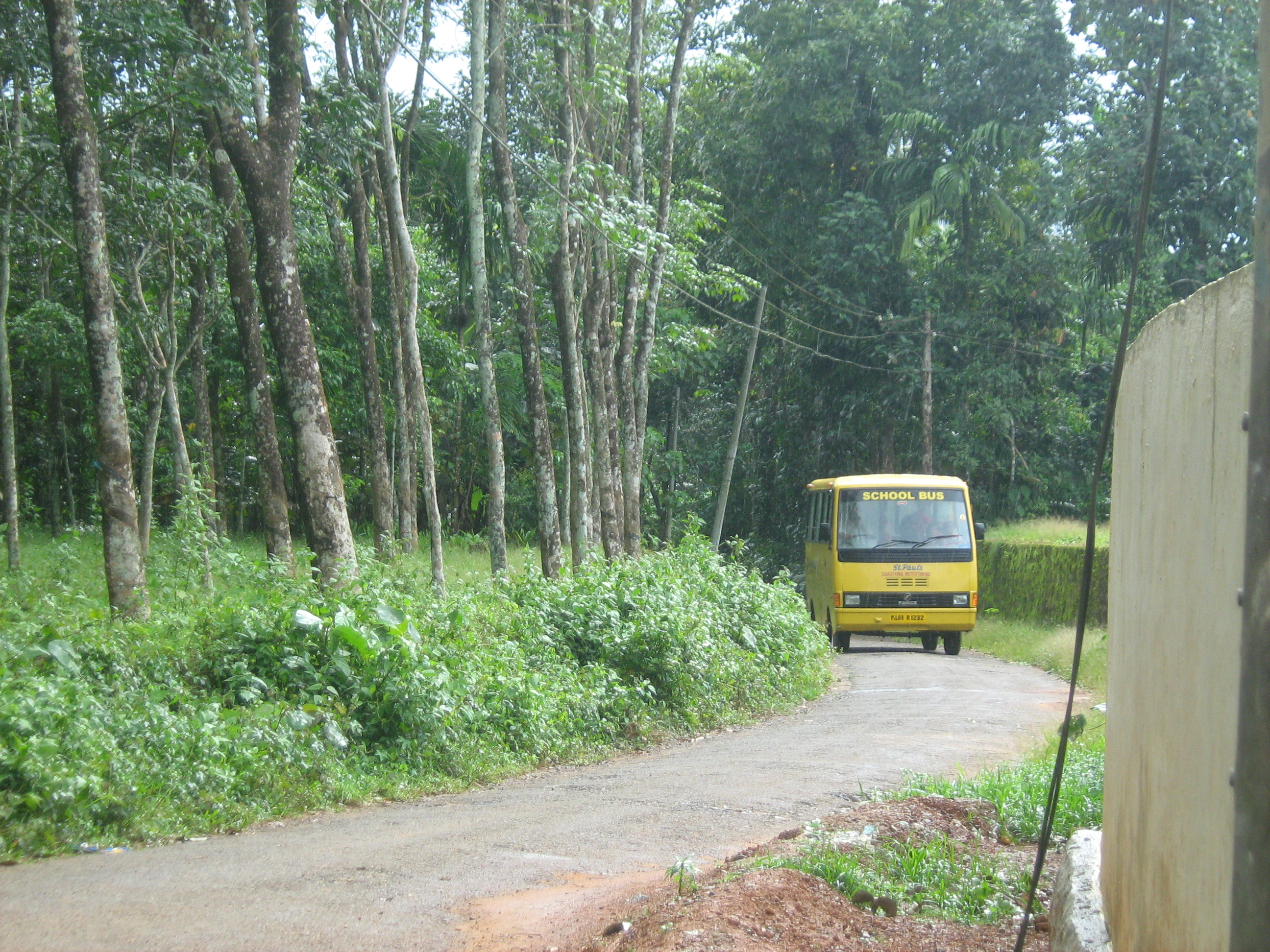
Schoolbus in Nariyapuram, Pathanamthitta (2008)

De tabel onder geeft het aantal kinderen weer in Kerala van 14 jaar of jonger, in lakh of 100.000, en als percentage van de totale bevolking. De piek in aantal lag rond 1981. Sindsdien is het aantal met ongeveer 10% afgenomen. Kerala heeft ook voor bijvoorbeeld agrarische werknemers een pensioensysteem vanaf 60 jaar, wat maakt dat er een vangnet is voor bejaarden zonder werkende kinderen.
| Peiljaar | 0-14 [lakh] | 0-14 [%] | 15-59 [lakh] | 15-59 [%] | 60+ [lakh] | 60+ [%] | totaal [lakh] |
| -------- | ----------- | -------- | ------------ | --------- | ---------- | ------- | ------------- |
| 1951     | 52          | 39 %     | 79           | 58 %      | 4          | 3 %     | 135           |
| 1961     | 72          | 43 %     | 87           | 51 %      | 10         | 6 %     | 169           |
| 1971     | 86          | 40 %     | 114          | 54 %      | 13         | 6 %     | 213           |
| 1981     | 89          | 35 %     | 146          | 58 %      | 19         | 7 %     | 254           |
| 1991     | 87          | 30 %     | 178          | 61 %      | 26         | 9 %     | 290           |
| 2001     | 83          | 26 %     | 201          | 63 %      | 35         | 11 %    | 318           |
| 2011     | 78          | 23 %     | 213          | 64 %      | 42         | 13 %    | 334           |
| Bron     |             |          |              |           |            |         |               |

## Huidige stand van geletterdheid

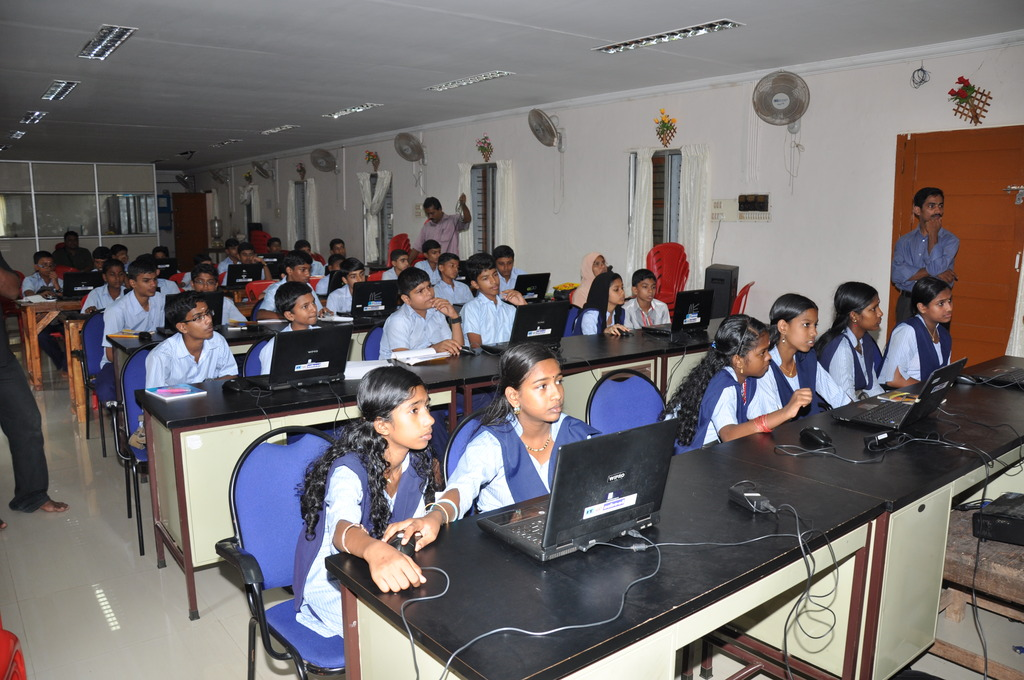
It@school computeronderwijs in Kollam (2012)

De geletterdheid onder alle mannen en vrouwen in Kerala is gestegen tot 96% en 92% in 2011. De ontwikkeling is te zien in de tabellen hieronder. De eerste tabel is van Travancore tot het opging in Kerala. De tweede tabel is van Kerala. De geletterdheid is gegeven als deel van de totale bevolking. Een toename is zichtbaar na het oprichten van staatsscholen voor alle kasten in 1895 en het gratis maken van onderwijs in 1905, en het verplicht stellen van onderwijs in 1955. Deze toenames zijn bereikt zonder een hoog gemiddeld inkomen in Kerala.
| Geletterdheid in Travancore van 1901 tot 1951 | Geletterdheid in Travancore van 1901 tot 1951 |
| Peiljaar                                      | Geletterdheid, mannen en vrouwen              |
| --------------------------------------------- | --------------------------------------------- |
| 1901                                          | 14 %                                          |
| 1931                                          | 31 %                                          |
| 1951                                          | 55 %                                          |

| Geletterdheid in Kerala van 1951 tot 2011 | Geletterdheid in Kerala van 1951 tot 2011 | Geletterdheid in Kerala van 1951 tot 2011 | Geletterdheid in Kerala van 1951 tot 2011 |
| Peiljaar                                  | Totaal                                    | Mannen                                    | Vrouwen                                   |
| ----------------------------------------- | ----------------------------------------- | ----------------------------------------- | ----------------------------------------- |
| 1951                                      | 47 %                                      | 58 %                                      | 36 %                                      |
| 1961                                      | 55 %                                      | 65 %                                      | 46 %                                      |
| 1971                                      | 70 %                                      | 77 %                                      | 63 %                                      |
| 1981                                      | 79 %                                      | 85 %                                      | 73 %                                      |
| 1991                                      | 90 %                                      | 94 %                                      | 86 %                                      |
| 2001                                      | 91 %                                      | 94 %                                      | 92 %                                      |
| 2011                                      | 94 %                                      | 96 %                                      | 92 %                                      |

## Aantal scholen en ontwikkelingen na 1990
In 2011-12 waren er 13164 scholen in Kerala voor kinderen tot 18 jaar, tot de 'higher secondary school'. De tabellen hieronder laten de verdeling zien, en de ontwikkeling in soort financiering sinds 1973-74. Een groot deel van de scholen is direct gefinancierd en georganiseerd door de overheid, of gesubsidieerd door de overheid. Bij de gesubsidieerde scholen wordt het toezicht wel door de staat Kerala gedaan, maar de organisatie niet. Daarnaast zijn er zelfstandige scholen die ook zelf de financiering regelen. Hier is het toezicht geregeld op unieniveau voor heel India.
| Soort school - Kerala          | Totaal [aantal] | Overheid [aantal] | Overheid [%] | Gesubsidieerd [aantal] | Gesubsidieerd [%] | Zelfstandige [aantal] | Zelfstandige [%] |
| ------------------------------ | --------------- | ----------------- | ------------ | ---------------------- | ----------------- | --------------------- | ---------------- |
| Lower primary en Upper primary | 8860            | 2607              | 29 %         | 5765                   | 65 %              | 488                   | 6 %              |
| High/Secondary                 | 1600            | 202               | 13 %         | 751                    | 47 %              | 647                   | 40 %             |
| Higher Secondary               | 2704            | 952               | 35 %         | 779                    | 29 %              | 973                   | 36 %             |
| Totaal                         | 13164           | 3761              | 29 %         | 7295                   | 55 %              | 2108                  | 16 %             |
| Bron                           |                 |                   |              |                        |                   |                       |                  |

In 1991 werd in India een nieuw economisch beleid gestart, een beleid van liberalisatie en privatisering. Dat beleid gold ook voor scholen. Voor heel India is het aantal zelfstandige scholen toegenomen tot 40% in 2011-12. In Kerala is het totaal aantal zelfstandige scholen in 2011-12 zo'n 16% van het totaal aantal scholen. Deze toename van het aantal zelfstandige scholen wordt aan de ene kant gezien als een stimulering van de kwaliteit van het onderwijs door marktwerking. Aan de andere kant wordt het gezien als een druk op de gelijke toegang tot onderwijs voor bijvoorbeeld de plattelandsgebieden, en als een verandering van de aard van onderwijzen van een maatschappelijke taak naar een bedrijfstaak.
| Peiljaar - India | Overheid | Gesubsidieerd | Zelfstandig |
| ---------------- | -------- | ------------- | ----------- |
| 1973‐74          | 37 %     | 57 %          | 6 %         |
| 1978‐79          | 39 %     | 57 %          | 4 %         |
| 1986‐87          | 45 %     | 44 %          | 10 %        |
| 1993‐94          | 47 %     | 38 %          | 15 %        |
| 1996‐97          | 46 %     | 36 %          | 18 %        |
| 2001-02          | 43 %     | 34 %          | 24 %        |
| 2006‐07          | 34 %     | 30 %          | 36 %        |
| 2011‐12          | 34 %     | 26 %          | 40 %        |
| Bron             |          |               |             |

## Kerala School Kalolsavam

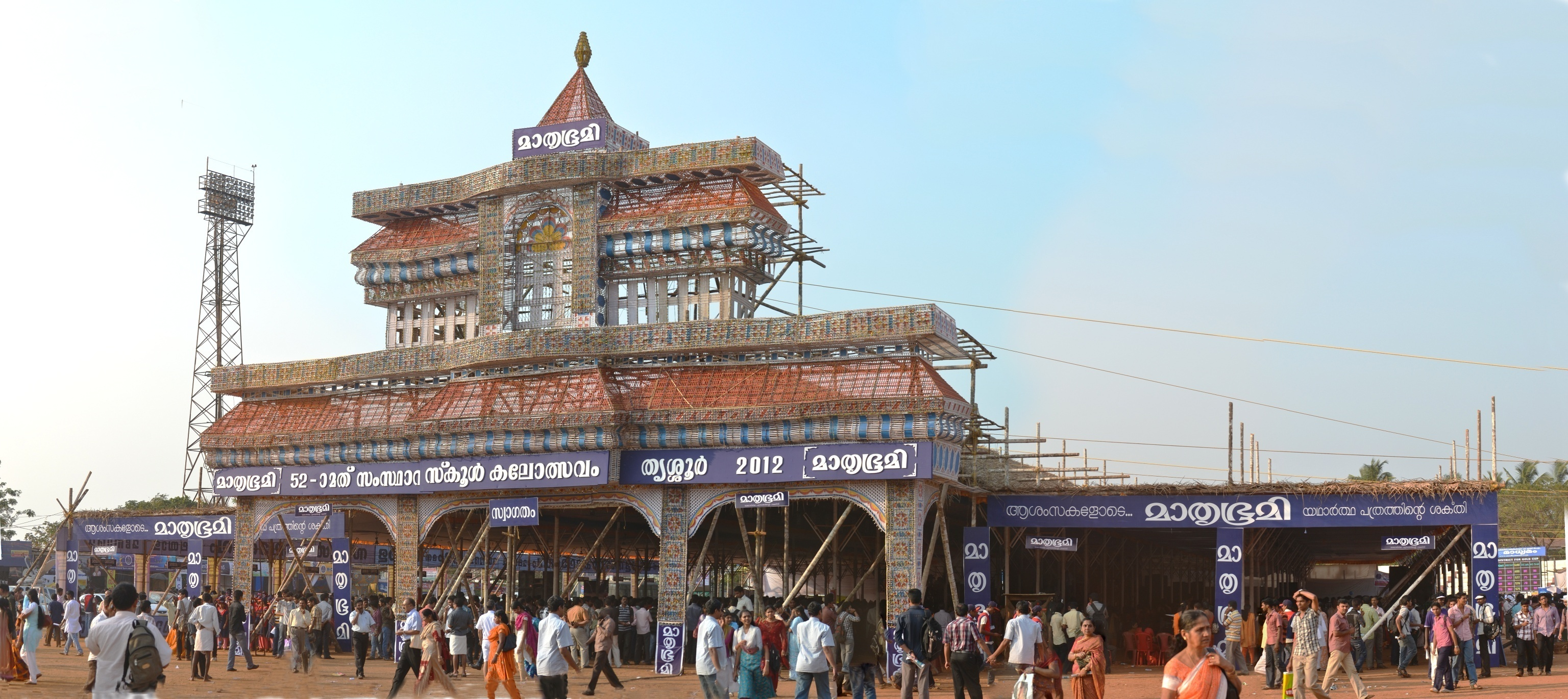
Hal voor de finale van de Kerala School Kalolsavam 2012 in Thrissur

Ieder jaar wordt in Kerala in december of januari de Kerala School Kalolsavam gehouden, een kunst- en literatuurconcours voor de jaren 8 tot 12 van de scholen in Kerala. De school met de meeste punten wint, per categorie. Het concours begint per school en eindigt ieder jaar centraal in Kerala op een wisselende locatie. Het concours is gestart aan de Ernakulam SRV High School in Ernakulam in 1956 met 200 deelnemers en een duur van één dag. In 2015 was het uitgegroeid tot een zevendaags evenement met rond de 10.000 deelnemers. De website van het concours wordt gemaakt door it@school, het computeronderwijsproject van Kerala.

## Universitair onderwijs en hogere scholen
In 2015 waren er 14 universiteiten in Kerala. Vier daarvan waren algemene universiteiten, de anderen waren meer gericht op een specifiek vakgebied. Daarnaast zijn er nog de rechtenfaculteit National University of Advanced Legal Studies en de door de unie gefinancierde Central University of Kerala in Kasargod.
| Naam van de Universiteit                         | stichtingsjaar | vestigingsplaats           | district           | vakgebied           |
| ------------------------------------------------ | -------------- | -------------------------- | ------------------ | ------------------- |
| University of Kerala                             | 1937           | Thiruvananthapuram         | Thiruvananthapuram | Algemeen            |
| Mahatma Gandhi Universiteit                      | 1983           | Priyadharshini Hills       | Kottayam           | Algemeen            |
| University of Calicut                            | 1968           | Thenjipalam                | Malappuram         | Algemeen            |
| Kannur University                                | 1996           | Kasaragod, Kannur, Wayanad | meerdere           | Algemeen            |
| SreeSankaracharya University of Sanskrit         | 1993           | Kalady                     | Ernakulam          | Letteren, Sanskriet |
| Thunchath Ezhuthachan Malayalam University       | 2015           | Tirur                      | Malappuram         | Letteren, Malayalam |
| Cochin University of Science and Technology      | 1971           | Kochi                      | Ernakulam          | Breed gebied        |
| Kerala Agricultural University                   | 1971           | Vellanikkara               | Thrissur           | Landbouw            |
| Kerala Veterinary and Animal Science University  | 2010           | Pookode                    | Wayanad            | Diergeneeskunde     |
| Kerala University of Health Sciences             | 2010           | Thrissur                   | Thrissur           | Geneeskunde         |
| Kerala University of Fisheries and Ocean Studies | 2010           | Panangad                   | Ernakulam          | Visserij            |
| Kerala Technological University                  | 2014           | Thiruvananthapuram         | Thiruvananthapuram | Techniek            |
| National University of Advanced Legal Studies    | 2005           | Kochi                      | Ernalulam          | Rechten             |
| Central University of Kerala                     | 2009           | Kasargod                   | Kasargod           | Algemeen            |

Universiteiten in Kerala zijn deels een paraplu voor kleinere opleidingen. De bedoeling hiervan was de kwaliteit van onderwijs en examens in grotere verbanden te kunnen organiseren. Met de groei van het aantal studenten worden meer opleidingen onafhankelijk. Vanaf 2015-15 zijn negen Colleges als zelfstandige Universiteiten verdergegaan:
- Maharaja’s College, Ernakulam
- Mar Ivanios College, Thiruvananthapuram
- Fatima Mata National College, Kollam
- SB College, Changanassery
- St. Teresa’s College, Ernakulam
- Sacred Heart College, Thevara
- Rajagiri College of Social Sciences, Kochi
- St. Thomas College, Thrissur
- St. Thomas College, Devagiri

Ook in 2014-15 is in Palakkad een Indian Institute of Technology van start gegaan, de zeventiende in India in 2015. Deze instituten geven technisch onderwijs op universitair niveau.